# Talsperre Spencer
Die Talsperre Spencer (englisch Spencer Dam) war eine Talsperre mit Laufkraftwerk in Nebraska, USA. Sie wurde bei einem Unwetter 2019 zerstört.
Das Kraftwerk wurde am 1. Juli 1927 in Betrieb genommen und liegt am Niobrara River, der dort die Grenze zwischen Holt County und Boyd County darstellt.
Das Absperrbauwerk bestand aus vier Segmentwehren, fünf Dammbalken, einem Schütz, einer Hochwasserentlastung und einem etwa 1127 Meter langem Erdschüttdamm. Im Maschinenhaus waren zwei Westinghouse-Generatoren (2000 kW und 1300 kW) untergebracht. Die Fläche des Stausees betrug bei Inbetriebnahme etwa 4,85 km². Um die abgelagerten Sedimente aus dem Staubecken zu entfernen, wurden halbjährlich mehrere Wehre geöffnet. Diese etwa einwöchige Stauraumspülungen hatten negative Auswirkungen auf die Fischpopulation im Fluss. 2014 wurden die Wehre für eine wissenschaftliche Studie über Sedimentation nur im Herbst geöffnet.
In der Nacht vom 13. auf den 14. März 2019 kam es infolge eines intensiven Unwetters zu einem Dammbruch und das Maschinenhaus wurde durch Treibeis beschädigt. Durch die Überschwemmung wurde eine 600 Meter flussabwärts gelegene Brücke des Highway 281 über den Niobrara zerstört, einige Bewohner mussten aus dem Überschwemmungsgebiet evakuiert werden.

## Belege
1. ↑  David Budka: Spencer Dam Summer 2009. In: ipernity.com. 2009, abgerufen am 16. März 2019 (englisch).
2. ↑  Michael P. Gutzmer, Justin W. King, David P. Overhue: Environmental Impacts in the Vicinity of Spencer Hydropower Dam During Sluicing Activities in the Niobrara River, Nebraska. In: Nebraska Academy of Sciences (Hrsg.): Transactions of the Nebraska Academy of Sciences and Affiliated Societies. Nr. 81, 1996, S. 1 (englisch, Online abrufbar auf unl.edu).
3. ↑  Nathaniel J. Schaepe, Anthony M. Coleman, Ronald B. Zelt: Documentation of particle-size analyzer time series, and discrete suspended-sediment and bed-sediment sample data collection, Niobrara River near Spencer, Nebraska, October 2014 (= USGS [Hrsg.]: U.S. Geological Survey Data Series. Nr. 1079). 2018, S. 1, doi:10.3133/ds1079.
4. ↑  Elizabeth Ingram: Nebraska dam with 3-MW hydro powerhouse damaged during flooding. In: hydroworld.com. 14. März 2019, abgerufen am 17. März 2019 (englisch).
5. ↑  Nicole Rojas: Nebraska, Midwest Flooding Maps, Update: Nuclear Plant Braces for Rising Waters, Prepares for Shutdown. In: newsweek.com. 15. März 2019, abgerufen am 17. März 2019 (englisch).
6. ↑  Pam Wright, Ron Brackett: Deadly, Historic Flooding Swamps Plains, Midwest; Nebraska City Cut Off, Bridges Washed Out, Levees Breached. In: weather.com. 17. März 2019, abgerufen am 17. März 2019 (englisch).